# يوهان جيورج ألبيني الصغير
يوهان جيورج ألبيني الصغير Johann Georg Albini der Jüngere (ولد في 11 أبريل 1659 في ناومبورج – ومات فيها في سنة 1714) هو شاعر ألماني ينتمي إلى عصر الباروك. ينبغي التفريق بينه وبينه أبيه يوهان جيورج ألبيني الكبير.

## حياته
ولد ألبيني الصغير في ناومبورج عام 1659 في عائلة معظم أفرادها لاهوتيون. درس الحقوق في لايبزغ ثم في يينا، ليستقر بعد ذلك ليعمل محاميا في مسقط رأسه ناومبورج. كان ألبيني الصغير شاعرا غنائيا وشاعرا ريفيا وبجانب ذلك فقد كان محررا لقصائد باول فليمنج، فصنع له بذلك اسما.